# سریع و خشمگین (فیلم ۲۰۰۱)
سریع و خشمگین (به انگلیسی: The Fast and the Furious) فیلمی به کارگردانی راب کوهن و نویسندگی گری اسکات تامسون و اریک برگ‌کوئست و دیوید آیر، براساس مقاله‌ای به نام "مسابقه‌دهنده ایکس" اثر کن لی و چاپ شده در مجله وایب، محصول سال ۲۰۰۱ آمریکا است. این اولین فیلم از سری فیلم‌های سریع و خشمگین است که از بازیگران اصلی آن می‌توان به پل واکر، وین دیزل، میشل رودریگز، جوردانا بوروستر، ریک یان، چاد لیندبرگ، جانی استرانگ و تد لواین اشاره کرد. برایان اوکانر (واکر)، افسر اداره پلیس لس آنجلس، به طور مخفیانه به دنیای مسابقه های خیابانی نفوذ می‌کند تا هویت گروهی از سارقان ناشناس، که گمان می‌رود توسط دامینیک تورتو (دیزل) رهبری می‌شوند، را کشف کند. 
ساخت سریع و خشن در اواخر ١٩٩٨، پس از مطالعه مقاله‌ای درباره مسابقات غیر قانونی خیابانی در نیویورک در مجله وایب توسط کوهن، آغاز شد. تامپسون و برگ‌کوئست همان سال اولین پیش‌نویس را، همراه آیر که اندکی بعد استخدام شد، نوشتند. بازیگران متعددی برای ایفای نقش اوکانر و تورتو در نظر گرفته شده بودند که در نهایت واکر در سال ١٩٩٨ در نقش اوکانر و سپس دیزل در سال ١٩٩٩ در نقش تورتو انتخاب شد. این دو برای آمادگی قبل از فیلم‌برداری در مسابقات خیابانی واقعی شرکت کردند. فیلم‌برداری در ژوئیه ٢٠٠٠، در لس آنجلس و کالیفرنیا، آغاز شد و اکتبر همان سال به پایان رسید. بی‌تی، تهیه کننده موسیقی، برای ساخت موسیقی متن استخدام شد.
فیلم سریع و خشمگین در ١٨ ژوئن ٢٠٠١ در سالن مان ویلیج تیاتر در لس آنجلس به نمایش درآمد و در ٢٢ ژوئن توسط یونیورسال پیکچرز در ایالات متحده اکران شد. این فیلم با نقدهای متفاوتی از سوی منتقدان همراه شد، با انتقادهایی برای داستانش، اما تمجید از سکانس های اکشن و بازی های واکر و دیزل، با در نظر گرفتن نقش های موفقیت آمیز آنها. فیلم سریع و خشن بیش از ٢٠٧ میلیون دلار در سراسر جهان فروخت. پس از موفقیت آن ۲ سریع و ۲ خشمگین در سال ٢٠٠٣ اکران شد.

## موضوع
در یک بزرگراه متروک، یک گروه راننده خلافکار با سه خودروی تقویت شده به یک کامیون حامل کالاهای خاص حمله می کنند، محموله آن را می دزدند و شبانه فرار می کنند. روز بعد، اداره پلیس لس آنجلس  و اف‌بی‌آی، یک افسر به نام برایان اوکانر را مخفیانه برای یافتن آن گروه مامور می‌کنند. او تحقیقات خود را در مغازه تورتو آغاز می‌کند و با مالک آن میا، خواهر مسابقه‌دهنده بدنام خیابانی دومینیک تورتو، معاشقه می‌کند تا بتواند به مظنون خود نزدیک تر شود...

## داستان
در بیرون از لس‌آنجلس، گروهی دزد با سه هوندا سیویک نسل ششم که به‌شدت دستکاری شده‌اند، به یک تریلی حامل کالاهای الکترونیکی حمله کرده و از طریق آزادراه ترمینال آیلند در تاریکی شب می‌گریزند. در همین حال، افسر پلیس لس‌آنجلس برایان اوکانر به‌عنوان مأمور نفوذی در قالب یک عملیات مشترک بین پلیس لس‌آنجلس و اف‌بی‌آی به‌کار گرفته می‌شود تا عوامل این سرقت‌ها را شناسایی کند.
برایان تحقیقات خود را از فروشگاه و کافهٔ تورتو آغاز می‌کند که توسط میا، خواهر دامنیک «دام» تورتو، رانندهٔ مشهور مسابقات خیابانی، اداره می‌شود. با ورود گروه دام—وینس، لئون، جسی و دوست‌دختر دام یعنی لتی—وینس به برایان مشکوک می‌شود و با او درگیر می‌شود. در نتیجهٔ این دعوا، دام تهدید می‌کند که برایان را از کارگاه «هری» اخراج کرده و از ورود به بازار ممنوع کند، اما هری موفق می‌شود او را قانع کند که برایان را حفظ کند.
برایان با یک میتسوبیشی اکلیپس آراس مدل ۱۹۹۵ دستکاری‌شده به یک گردهمایی مسابقات خیابانی می‌رود تا سرنخی از سارقان بیابد. دام نیز با یک مزدا آراکس-۷ می‌رسد و مسابقه‌ای آغاز می‌کند. برایان که اعتباری ندارد، خودروی خود را گرو می‌گذارد. او، دام و دو رانندهٔ دیگر وارد مسابقه می‌شوند. خودروی برایان دچار نقص فنی می‌شود و دام پیروز می‌شود. اما ناگهان پلیس وارد عمل می‌شود و دام فرار می‌کند. برایان او را سوار کرده و کمک می‌کند تا بگریزد، اما به‌طور ناخواسته وارد قلمرو باند رقیب، به رهبری «جانی ترن» و پسرعمویش «لنس»، می‌شود. ترن و لنس خودروی اکلیپس را نابود می‌کنند و آن دو مجبور می‌شوند پیاده به خانهٔ دام بازگردند. دام یادآوری می‌کند که برایان هنوز یک «ماشین ده‌ثانیه‌ای» به او بدهکار است.
برایان یک تویوتا سوپرا ام‌کی۴ از کار افتاده را به گاراژ دام می‌آورد و اعضای گروه کار بازسازی آن را آغاز می‌کنند. هم‌زمان، برایان رابطه‌ای عاشقانه با میا آغاز کرده و به بررسی مالیات‌ها و حساب‌های ترن می‌پردازد.
«هکتور» به گاراژ هری می‌آید و برای خرید قطعات تقویت‌کنندهٔ هوندا سیویک‌ها با برایان صحبت می‌کند. برایان در حین بازرسی یکی از گاراژهای هکتور به‌دنبال سیویک‌هایی است که در سرقت‌ها دست داشته‌اند که توسط دام و وینس دیده می‌شود. او وینس را قانع می‌کند که در حال بررسی خودروهای باند ترن برای آمادگی مسابقات «ریس وارز» است.
در همین روند، آن سه مقدار زیادی کالای الکترونیکی می‌یابند که برایان به مافوق‌های خود، گروهبان تنر و بیلکینز گزارش می‌دهد. ترن دستگیر می‌شود، اما مشخص می‌شود کالاها را به‌صورت قانونی خریداری کرده است. بیلکینز خشمگین شده و برایان و تنر را سرزنش می‌کند. او به برایان می‌گوید که رانندگان کامیون‌ها اکنون مسلح شده‌اند و در صورت حمله، مهاجمان را خواهند کشت. همچنین اعلام می‌کند برایان تنها ۳۶ ساعت فرصت دارد تا سارقان را پیدا کند؛ کسانی که بیلکینز مشکوک است دام در رأس آن‌هاست.
دام و برایان در «ریس وارز» شرکت می‌کنند؛ در آنجا، جسی خودروی فولکس‌واگن جتا ام‌کی۳ متعلق به پدرش را در مسابقه درگ علیه ترن و هوندا اس۲۰۰۰ او شرط می‌بندد و می‌بازد. جسی فرار می‌کند و ترن، دام را به «خبرچینی» متهم می‌کند؛ دعوایی میان آن دو درمی‌گیرد که به‌زودی متوقف می‌شود.
آن شب، برایان می‌بیند که دام و گروهش برای انجام یک سرقت جدید آماده می‌شوند. او هویت واقعی‌اش را برای میای ناراحت فاش می‌کند و از او می‌خواهد کمک کند چون می‌داند دام و گروهش در خطرند. دام، لتی، وینس و لئون تلاش می‌کنند یک کامیون را بدزدند، اما راننده به سمت آن‌ها شلیک می‌کند؛ وینس به‌شدت زخمی می‌شود و لتی از جاده منحرف می‌شود. برایان و میا می‌رسند تا کمک کنند، اما برای نجات جان وینس مجبور می‌شود هویت پلیسی خود را آشکار کند و درخواست بالگرد امدادی کند. دام، میا، لتی و لئون پیش از رسیدن پلیس فرار می‌کنند.
بعداً، برایان برای دستگیری دام نزد او می‌رود، اما دام از او می‌خواهد تا جسی را از خطر ترن و افرادش نجات دهد. جسی از راه می‌رسد و درخواست کمک می‌کند، اما ترن و لنس که سوار بر موتورسیکلت‌اند، او را به گلوله می‌بندند. برایان از دستگیری دام صرف‌نظر کرده و به تعقیب ترن و لنس می‌پردازد، در حالی‌که دام نیز برای انتقام مرگ جسی با دوج چارجر آر/تی مدل ۱۹۷۰ پدرش وارد عمل می‌شود. دام لنس را از جاده خارج می‌کند و برایان به‌طور تصادفی ترن را می‌کشد.
برایان سپس دام را دنبال می‌کند و آن دو توافق می‌کنند یک مسابقهٔ درگ یک‌چهارم مایل برگزار کنند که از روی تقاطع ریلی می‌گذرد. مسابقه به‌طور بسیار نزدیک پایان می‌یابد، اما دام با یک کامیون تصادف جانبی می‌کند. به‌جای آن‌که او را بازداشت کند، برایان کلید سوپرای خود را به او می‌دهد و یادآوری می‌کند که به او یک «ماشین ده‌ثانیه‌ای» بدهکار بود. برایان دور می‌شود و دام رانندگی را آغاز می‌کند.
در صحنهٔ پس از تیتراژ، دام در حال رانندگی با یک شورولت شِوِل مدل ۱۹۷۰ در باها کالیفرنیا، مکزیک دیده می‌شود.